# Urraca bint Abd Allah
Urraca bint Abd Allah, död efter 929, var drottning av Asturien och León 913-925, gift med Fruela II av León. 
Giftermålet ägde rum omkring 913, även om hon inte återfinns i dokumentationen förrän den 8 januari 917. Hon var dotter till prins Banū Qasī, ‘Abd Allāh b. MuÊammad, walí av Tudela (död 915), och sondotter till MuÊammad b. Lubb. 
Giftermålet ägde rum i enlighet med de diplomatiska äktenskap som ägde rum mellan muslimska och kristna dynastier under 900-talet, även om detta fall var nästan unikt genom att den kvinnliga parten var muslim, något som var förbjudet i islam. Hon övergick möjligen till kristendomen (även det förbjudet inom islam), då hon omtalas under ett kristet namn: hon nämns alltid i skrifterna med namnet "Urraca regina", fram till hennes mans död i juli 925. Paret fick två söner: Ordoño och Ramiro, förblindade år 932 av sin kusin Ramiro II av León, och inlåsta i Ruiforco-klostret.
Inget är känt om Urraca efter hennes man Fruela II:s död 925, men hon överlevde honom, och hon förmodas vara samma "drottning Urraca" som nämns i en omtvistad och interpolerad donation till Oviedo, från den 23 september 926, som hustru till Ramiro, den yngsta av Alfonso III:s barn, bror därför till hennes avlidne man. Denna drottning Urraca bekräftar två gärningar från Arlanza daterade 28 januari och 1 februari 929.